# Roumanie aux Jeux olympiques d'hiver de 2010
Cet article contient des informations sur la participation et les résultats de la Roumanie aux Jeux olympiques d'hiver de 2010 à Vancouver au Canada. La Roumanie était représentée par 28 athlètes.

## Cérémonies d'ouverture et de clôture

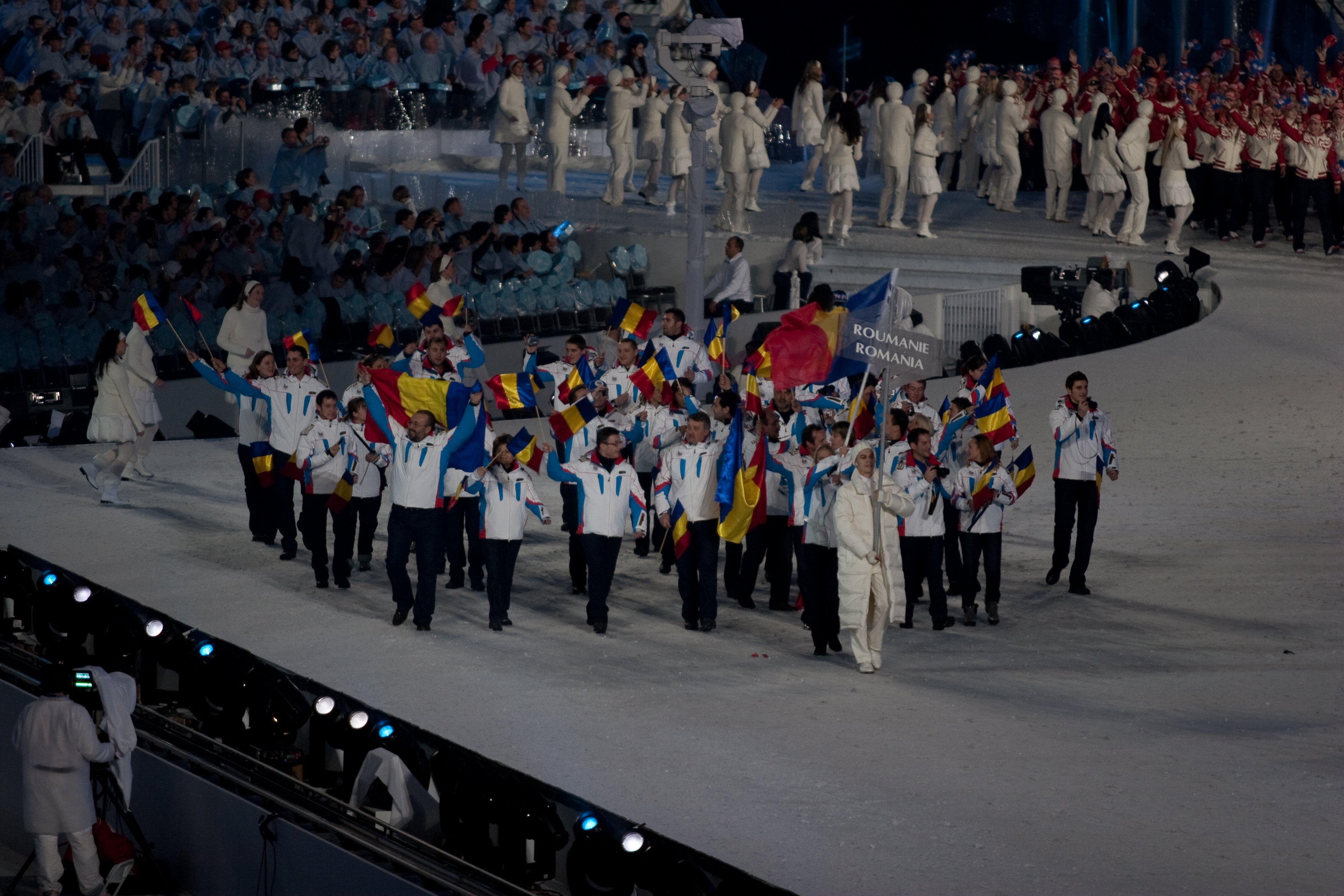
Entrée de la délégation roumaine lors de la cérémonie d'ouverture.

Comme cela est de coutume, la Grèce, berceau des Jeux olympiques, ouvre le défilé des nations, tandis que le Canada, en tant que pays organisateur, ferme la marche. Les autres pays défilent par ordre alphabétique. La Russie est la 65e des 82 délégations à entrer dans le BC Place Stadium de Vancouver au cours du défilé des nations durant la cérémonie d'ouverture, après le Portugal et avant la Russie. Cette cérémonie est dédiée au lugeur géorgien Nodar Kumaritashvili, mort la veille après une sortie de piste durant un entraînement. Le porte-drapeau du pays est la biathlète Éva Tófalvi.
Lors de la cérémonie de clôture qui se déroule également au BC Place Stadium, les porte-drapeaux des différentes délégations entrent ensemble dans le stade olympique et forment un cercle autour du chaudron abritant la flamme olympique. Le drapeau roumain est à nouveau porté par Éva Tófalvi.

## Ski alpin
| Nom              | Épreuve |
| ---------------- | ------- |
| Edith Miklós     |         |
| Ioan Gabriel Nan |         |
| Dragoș Staicu    |         |

## Biathlon
| Nom              | Épreuve |
| ---------------- | ------- |
| Réka Ferencz     |         |
| Dana Plotogea    |         |
| Mihaela Purdea   |         |
| Alexandra Stoian |         |
| Éva Tófalvi      |         |

## Bobsleigh
| Nom                  | Épreuve |
| -------------------- | ------- |
| Ionuț Andrei         |         |
| Florin Crăciun       |         |
| Ioan Dănuț Dovalciuc |         |
| Nicolae Istrate      |         |
| Carmen Radenovic     |         |
| Alina Savin          |         |

## Ski de fond
| Nom                    | Épreuve |
| ---------------------- | ------- |
| Mónika György (en)     |         |
| Petrică Hogiu          |         |
| Paul Constantin Pepene |         |

## Patinage artistique
| Nom            | Épreuve          |
| -------------- | ---------------- |
| Zoltan Keleman | Simple Messieurs |

## Luge
| Nom                         | Épreuve          |
| --------------------------- | ---------------- |
| Valentin Crețu              | Simple Messieurs |
| Mihaela Chiraș              | Simple Dames     |
| Raluca Strămăturaru         | Simple Dames     |
| Violeta Strămăturaru        | Simple Dames     |
| Cosmin Chetroiu/Ionuț Țăran | Couple           |
| Paul Ifrim/Andrei Anghel    | Couple           |

## Short-track
| Nom            | Épreuve |
| -------------- | ------- |
| Katalin Kristó |         |

## Skeleton
| Nom                   | Épreuve |
| --------------------- | ------- |
| Maria Marinela Mazilu |         |

## Aspects extra-sportifs

### Diffusion des Jeux en Roumanie
Les Roumains peuvent suivre les épreuves olympiques en regardant en clair les chaînes TVR1 et TVR2, du groupe Televiziunea Română, ainsi que sur le câble et le satellite sur Eurosport. Televiziunea Română, Eurosport et Eurovision permettent d'assurer la couverture médiatique roumaine sur internet.

### Timbres
À l'occasion de ces Jeux olympiques, la poste roumaine émet quatre timbres dont les illustrations montrent des disciplines présentes aux Jeux de Vancouver, l'un dédié au ski de fond, les autres représentant le patinage de vitesse, le skeleton et le bobsleigh.